# Sivasspor
Sivasspor is een voetbalclub uit Sivas, Turkije. Het stamnummer is 000073 en de clubkleuren zijn rood en wit. De club werd opgericht in 1967. Sivasspor speelt zijn thuiswedstrijden in het Yeni 4 Eylülstadion dat plaats biedt aan 27.532 toeschouwers.

Sivas ligt in Centraal-Anatolië.

## Geschiedenis

### Oprichting
Sivasspor ontstond in 1967 als het resultaat van een fusie van Sivas Gençlik Kulübü, Yolspor Gençlik Kulübü en Kizilirmak Gençlik Kulübü. In het clublogo worden de drie clubs gerepresenteerd door de drie sterren.

### De jaren 90 - Professionalisering
In de jaren 90 kwam de club meerdere jaren uit in de 3. Lig. In het seizoen 1989-1990 werd de club als vijfde geplaatst in de rangschikking. Verder werd Sivasspor nog in het seizoen 1990-91 op een 12de plaats, in het seizoen 1991-92 op een vierde plaats, in het seizoen 1992-93 op een tweede plaats, in het seizoen 1993-94 op een tiende plaats, in het seizoen 1994-1995 alweer op een vijfde plaats, in het seizoen 1995-96 op een zevende plaats, in het seizoen 1996-97 op een vierde plaats en in het seizoen 1997-1998 op een negende plaats gerangschikt in de competitie. Uiteindelijk werd de club in het seizoen 1998-1999 kampioen in het 3. Lig en promoveerde zo dus naar het 2. Lig (nu beter bekend als 1. Lig). In het seizoen 1999-2000 was de club zesde van de 10 ploegen.

### 2000-2005 - Promotie naar Süper Lig
Deze jaren zat Sivas in de TFF 1.Lig. In het seizoen 2000-2001 werd de club tweede. De club mocht meespelen in de eindronde voor promotie. Maar werd achtste in de groep. Tot en met 2005 bleef de club in dezelfde competitie spelen, maar in 2004-2005 werd de club kampioen met 74 punten. Sivasspor promoveerde zo dus naar de Süper Lig.

### 2006-2009
In haar eerste Süper Lig-jaar eindigde de club als achtste. In het jaar 2007-2008 eindigde de club als 4e in de competitie. De club was gekwalificeerd voor de tweede ronde van de UEFA Intertoto Cup. Sivas won de wedstrijd tegen FK Grbalj en stootte door naar de derde ronde. In de derde ronde moest de club het doen tegen SC Braga. De club verloor deze wedstrijd met 0-2 en 0-3. In het jaar 2008-2009 werd de club tweede in de Süper Lig. Dit was het beste resultaat ooit voor de club. De club kwalificeerde zich daarmee voor de voorrondes van de Champions League. Het verloor meteen in de voorronde van de Belgische ploeg RSC Anderlecht met 0-5 maar de terugwedstrijd wist de ploeg wel te winnen met 3-1. De club moest het verder doen in de Europa League. Daar werd de club ook meteen uitgeschakeld in de play-off ronde. Deze keer verloor de ploeg tegen FC Sjachtar Donetsk met 0-3 en 0-2. Bij deze goede periode van de club was Bülent Uygun de trainer.

### 2011-heden
In het seizoen 2011-2012 kocht de club veel goede voetballers waaronder Murat Akça, de Poolse international Kamil Grosicki en Bruno Mbanangoye. Daarentegen gingen er ook veel goede voetballers weg. De club versterkte zich met trainer Rıza Çalımbay. In het seizoen 2011-2012 eindigde de club op een zevende plaats, wat een plaats voor de play-offs voor de UEFA Europa League (UEL) opleverde. De andere drie clubs die deelnamen waren; Bursaspor, Eskişehirspor en İstanbul BB. Alle clubs speelden zes wedstrijden, Sivas won eenmaal, speelde eenmaal gelijk en verloor vier keer. In het seizoen 2012-2013 eindigde de club op een 12de plaats in de competitie. Vervolgens bereikte de club een akkoord met coach Roberto Carlos. Het team wist een vijfde plaats te behalen en kwalificeerde zich voor de Europa League. Toch wordt de club voor één seizoen uitgesloten, omdat er niet voldaan wordt aan de UEFA-regelgeving en meer specifiek aan (de toelatingscriteria uit de) Regulations of the UEL. Artikel 2.08 UEL Regulations bepaalt dat directe of indirecte betrokkenheid bij het beïnvloeden van uitslagen van voetbalwedstrijden (wedstrijdvervalsing) kan resulteren in het niet toelaten van een club in de UEL. Dit artikel heeft ten doel om de waarden, doeleinden, reputatie en integriteit van de UEFA-competities te beschermen. Dit besluit werd door het sporttribunaal CAS op 7 juli 2014 bekrachtigd.
In het seizoen 2014-15 wist de ploeg net boven de degradatiestreep te eindigen met een 15de plek.
In 2016 beëindigde de club de hoogste divisie op een 16de plaats, waarmee degradatie naar de TFF 1. Lig onontkoombaar was. Een jaar later werd de club kampioen, waardoor de Süper Lig werd verwelkomd.

## Erelijst
| Competitie   | Aantal | Jaren      |
| ------------ | ------ | ---------- |
| Turkse beker | 1×     | 2022       |
| TFF 1. Lig   | 2×     | 2005, 2017 |

## Algemeen

### Sivas 4 Eylülstadion

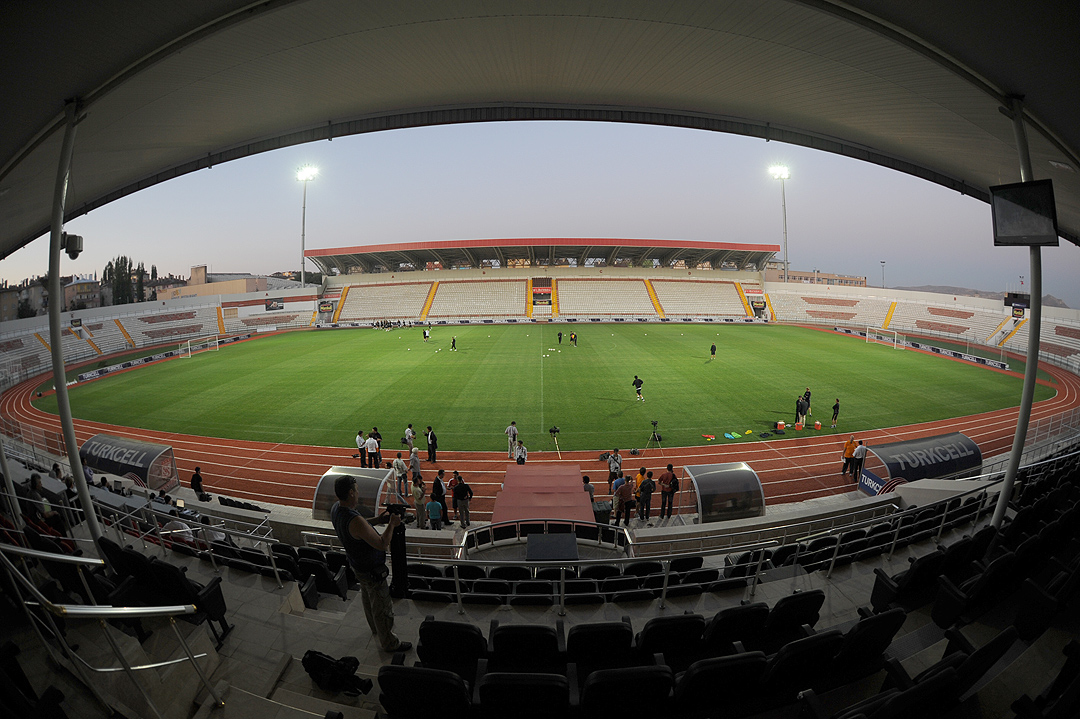
Het oude Sivas 4 Eylülstadion

De club speelde haar thuiswedstrijden in het Sivas 4 Eylül Stadion (Turks: Sivas 4 Eylül Stadı). Het stadion werd in 1985 geopend en in 2009 gerenoveerd. Het stadion had een capaciteit van 17.000 zitplaatsen.

### Yeni 4 Eylülstadion
In een oefenduel op 14 augustus 2016 opende Sivasspor het stadion met een 3-1 zege. Het eerste doelpunt kwam in de 9de minuut van Leandro Barrios Rita dos Martires kortweg Leandrinho.
Sivasspor opende op 28 augustus 2016 officieel zijn nieuwe stadion met een klinkende 6-0 overwinning op Mersin Idman Yurdu. Het eerste doelpunt kwam in de 23ste minuut van de voeten van Burhan Eşer, die in totaal vier doelpunten wist te maken. Het stadion biedt plaats aan 27.532 toeschouwers. De architect is Bahadır Kul.

### Derby's
Zoals bijna alle ploegen in Turkije heeft Sivasspor ook een rivaal, namelijk  Kayserispor. De derby tussen beide ploegen heet Anadolu Derbisi wat de derby van Anatolië betekent. Deze rivaliteit kreeg gestalte naar aanleiding van de gebeurtenissen op 17 september 1967, tijdens een onderlinge wedstrijd. De wedstrijd begon om 16:00 uur voor een publiek van 21.000 fans in het Kayseri Atatürkstadion. De problemen begonnen in de 20ste minuut toen Kayserispor voetballer Oktay Aktan de 1-0 voor de thuisploeg scoorde. Getuigenverklaringen maakten melding van stenengooiende supporters van Sivasspor, die hun frustraties niet de baas waren en de Kayserispor supporters belaagden. Het incident resulteerde in paniek onder de Kayserispor fans en de daaruit voortvloeiende stormloop leidde tot de verdrukkingsdood van twee kinderen. Als wraakactie bestookten Kayserispor fans de Sivasspor supporters met stenen, stokken en messen. De Sivas-fans probeerden te vluchten, maar de uitgangspoort zou naar binnen toe openen en door de stormloop was er geen mogelijkheid om de poort te openen, hetgeen tot een verdrukking leidde waarbij in totaal 43 mensen omkwamen en 300 gewonden te betreuren vielen. De wedstrijden werden voor een week stilgelegd. Beide ploegen mochten 5 jaar niet meer in dezelfde competitie spelen en er mochten de komende 17 wedstrijden geen supporters meer binnen. De gouverneur en politiecommissaris van Kayseri moesten hun functie neerleggen.

### Supportersverenigingen
Sivasspor heeft supporters over heel Turkije. Meestal noemen ze zich Yigidolar. De bekendste groepen zijn: İzmirli Yiğidolar uit Izmir en Istanbul Sivasspor taraftarlar derneği uit Istanboel. Er zijn ook andere supporters zoals de Yeniçeri'ler.

### Satellietclub
Anadolu Üsküdar 1908 Spor is de satellietclub van Sivasspor. Met name jeugdige spelers krijgen de kans om ervaring op te doen bij de ploeg uit Istanboel.

## Sivasspor in Europa
Uitslagen vanuit gezichtspunt Sivasspor
| Seizoen            | Competitie               | Ronde        | Land                  | Club                 | Totaalscore | 1e W    | 2e W       | PUC  |
| ------------------ | ------------------------ | ------------ | --------------------- | -------------------- | ----------- | ------- | ---------- | ---- |
| Intertoto Cup 2008 | Intertoto Cup            | 2R           | Vlag van Montenegro   | FK Grbalj            | 3-2         | 2-2 (T) | 1-0 (U)    | 0.0  |
|                    |                          | 3R           | Vlag van Portugal     | SC Braga             | 0-5         | 0-2 (T) | 0-3 (U)    | 0.0  |
| 2009/10            | Champions League         | 3Q           | Vlag van België       | RSC Anderlecht       | 3-6         | 0-5 (U) | 3-1 (T)    | 1.0  |
| 2009/10            | Europa League            | PO           | Vlag van Oekraïne     | FK Sjachtar Donetsk  | 0-5         | 0-3 (T) | 0-2 (U)    | 1.0  |
| 2020/21            | Europa League            | Groep I      | Vlag van Spanje       | Villarreal CF        | 3-6         | 3-5 (U) | 0-1 (T)    | 4.0  |
|                    |                          | Groep I      | Vlag van Israël       | Maccabi Tel Aviv FC  | 1-3         | 1-2 (T) | 0-1 (U)    | 4.0  |
|                    |                          | Groep I (3e) | Vlag van Azerbeidzjan | FK Qarabağ           | 5-2         | 2-0 (T) | 3-2 (U)    | 4.0  |
| 2021/22            | Europa Conference League | 2Q           | Vlag van Moldavië     | FC Petrocub Hîncești | 2-0         | 1-0 (U) | 1-0 (T)    | 3.5  |
|                    |                          | 3Q           | Vlag van Georgië      | Dinamo Batoemi       | 3-2         | 2-1 (U) | 1-1 nv (T) | 3.5  |
|                    |                          | PO           | Vlag van Denemarken   | FC Kopenhagen        | 1-7         | 1-2 (T) | 0-5 (U)    | 3.5  |
| 2022/23            | Europa League            | PO           | Vlag van Zweden       | Malmö FF             | 1-5         | 1-3 (U) | 0-2 (T)    | 11.0 |
| 2022/23            | Europa Conference League | Groep G      | Vlag van Kosovo       | KF Ballkani          | 5-5         | 3-4 (T) | 2-1 (U)    | 11.0 |
|                    |                          | Groep G      | Vlag van Roemenië     | CFR Cluj             | 4-0         | 1-0 (U) | 3-0 (T)    | 11.0 |
|                    |                          | Groep G (1e) | Vlag van Tsjechië     | Slavia Praag         | 2-2         | 1-1 (T) | 1-1 (U)    | 11.0 |
|                    |                          | 1/8          | Vlag van Italië       | ACF Fiorentina       | 1-5         | 0-1 (U) | 1-4 (T)    | 11.0 |

Totaal aantal punten voor UEFA coëfficiënten: 19.5

## Bekende (ex-)spelers
Turken
- Abdurrahman Dereli
- Adem Koçak
- Sezer Badur
- Erman Kılıç
- Servet Çetin
- Gürhan Gürsoy
- Kadir Bekmezci
- Uğur Yıldırım
- Can Arat
- Yasin Çakmak
- Yasin Karaca
- Ersen Martin
- Kerim Zengin
- Gökhan Süzen
- Hasan Kabze
- Batuhan Karadeniz
- İbrahim Akın

Australiërs
- Simon Colosimo
- Michael Petković

Algerijnen
- Hameur Bouazza
- Rafik Djebbour

Bulgaren
- Ivan Tsvetkov

Belgen
- Pieter Mbemba
- Kadir Bekmezci

Bolivianen
- Ricardo Pedriel

Brazilianen
- Sergio
- Cicinho

Gabonezen
- Bruno Mbanangoye

Ghanezen
- John Boye

Grieken
- Theofanis Gekas

Guinees
- Mamadou Diallo

Israëliërs
- Pini Balili

Kameroenezen
- Raymond Kalla
- Alioum Saidou

Litouwers
- Ernestas Šetkus

Marokkanen
- Aatif Chahechouhe
- Manuel da Costa
- Mehdi Taouil

Nederlanders
- Nordin Wooter
- Hilmi Mihci

Nigerianen
- Michael Eneramo
- John Utaka

Polen
- Kamil Grosicki

Roemenen
- Cristian Tănase

Tsjechen
- Jan Rajnoch

Tunesiërs
- Karim Saïdi

Uruguayanen
- David Texeira

Zuid-Afrikanen
- Elrio van Heerden